# Abdullino (rejon iliszewski)
Abdullino (ros. Абдуллино) – wieś (dieriewnia) w Rosji, w Baszkortostanie, w rejonie iliszewskim. W 2010 liczyła 285 mieszkańców.